# Mujahidins

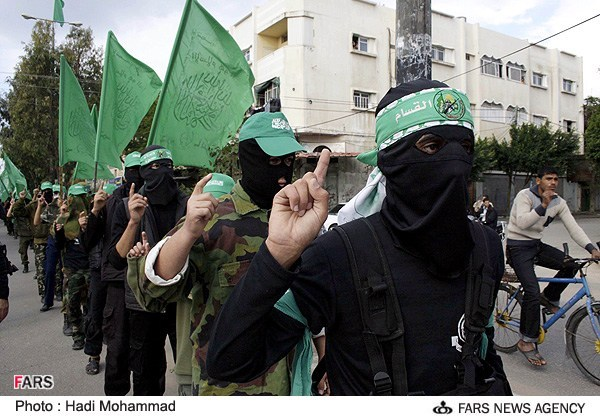
Cercavila de mujahidins Palestins, 2011

Mujahidí —fem. mujahidina, pl. mujahidins, mujahidines— (de l'àrab المجاهدين, al-mujāhidīn, i el persa مجاهدين, mojahedin, pl. de مجاهد, mujāhid i mojahed, respectivament, participi actiu del verb àrab jàhada, que significa ‘fer el gihad’) o mujàhid (del mateix mot àrab, a partir del singular) significa ‘combatent’, ‘guerrer’ o ‘lluitador’ i és la paraula amb què hom designa els combatents islàmics involucrats en una guerra o qualsevol altre conflicte o disputa.

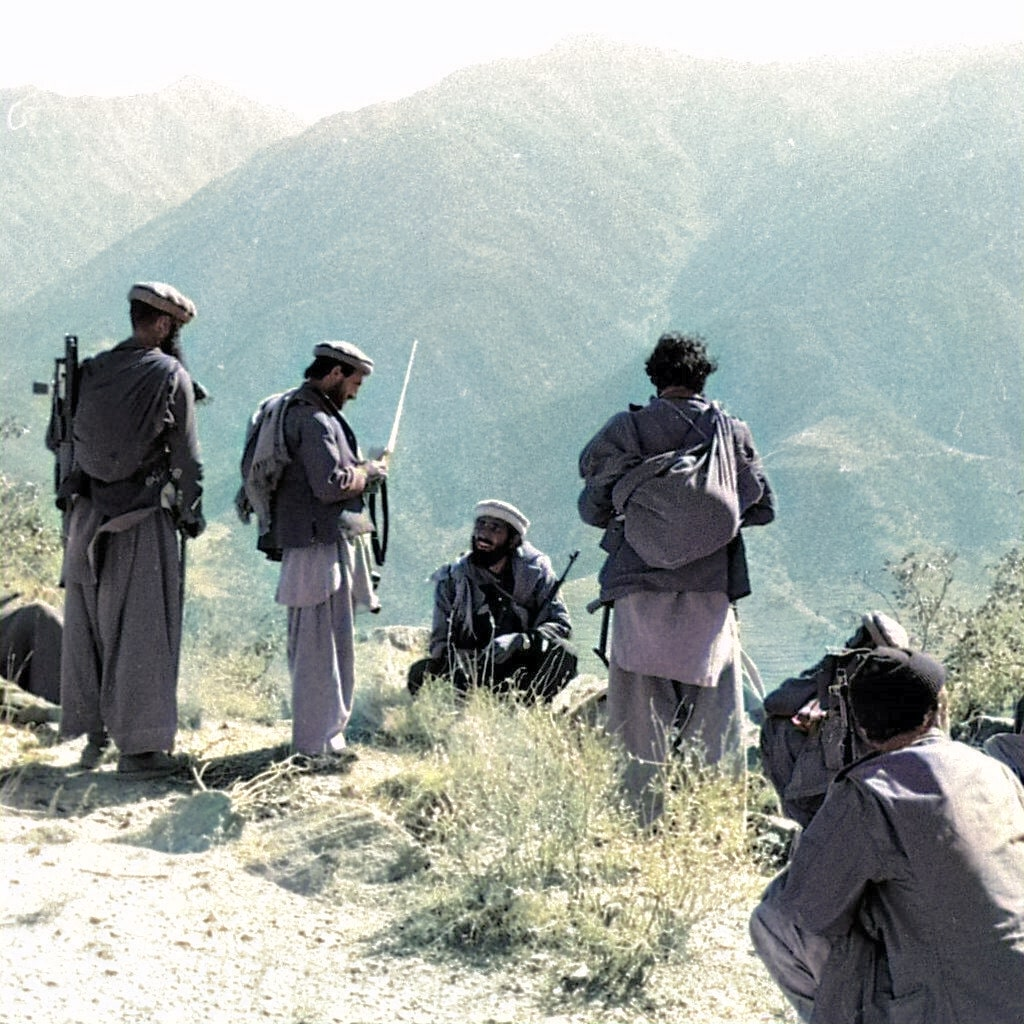
Un grup de mujahidins afganesos a la Província de Kunar, 1987

## Ús
- La paraula mujàhid (amb la grafia francesa moudjahid) ja havia estat utilitzada durant la guerra d'Algèria per a designar els algerians alçats en armes contra el poder colonial francès.
- No obstant això, el mot va esdevenir conegut a Occident arran de la invasió soviètica de l'Afganistan en els anys 80 i a partir de la forma del plural en persa, mojahedin. Els mujahidins eren un exèrcit irregular entrenat i finançat pel Pakistan i els Estats Units, entre d'altres, que lluitava contra les tropes soviètiques i contra el règim prosoviètic de Muhammad Najibullah. Una part d'aquests mujahidins van conformar anys més tard el gruix dels talibans.

- Al nord d'Àfrica, els membres dels partits laics que combaten contra els fonamentalistes reivindiquen per a ells el terme mujahidí. A Algèria els fonamentalistes anomenen mujahidíns els seus enemics laics veterans de la Guerra d'Independència.

- A l'Iran, els Mujahidins del Poble són la més important de les organitzacions armades d'oposició a la república islàmica, tot i que va lluitar també a la revolució iraniana contra el règim del xa. La seva ideologia es qualifica a vegades d'híbrid d'islamisme i marxisme.

- A Bòsnia i Hercegovina es van anomenar mujahidins tots els voluntaris internacionals musulmans que van combatre junt amb les tropes musulmanes locals durant la guerra que va tenir lloc des de 1992 fins a 1995.